# Tasso. Lamento e trionfo
Tasso. Lamento e trionfo  è un poema sinfonico composto da Franz Liszt nel 1849, revisionato poi nel 1850-51 e nuovamente nel 1854. Esso è indicato con il No. 2 nel suo ciclo di 13 poemi sinfonici composti nel corso del cosiddetto periodo di Weimar.

## Composizione
Il primo abbozzo di questo lavoro risale al 1º agosto 1849. Egli aveva udito il tema principale per il Tasso a Venezia diversi anni prima, e lo utilizzò nella versione del 1840 del suo pezzo per pianoforte "Chant do Goldolier" in Venezia e Napoli. Liszt completò la versione del 1849 del Tasso come un'ouverture in due parti, demandando ad August Conradi il lavoro di orchestrazione. Questa versione venne eseguita a Weimar in Germania in occasione dei cento anni dalla nascita di Johann Wolfgang von Goethe, come ouverture al suo dramma Torquato Tasso. Liszt successivamente modificò la stesura di Conradi affidando il lavoro a Joachim Raff che ne realizzò una nuova versione nel 1850–51. Questa versione fu radicalmente mutata con l'inserimento di una sezione centrale. La nuova versione venne eseguita il 19 aprile 1854 a Weimar, sotto la direzione di Liszt.

## Programma

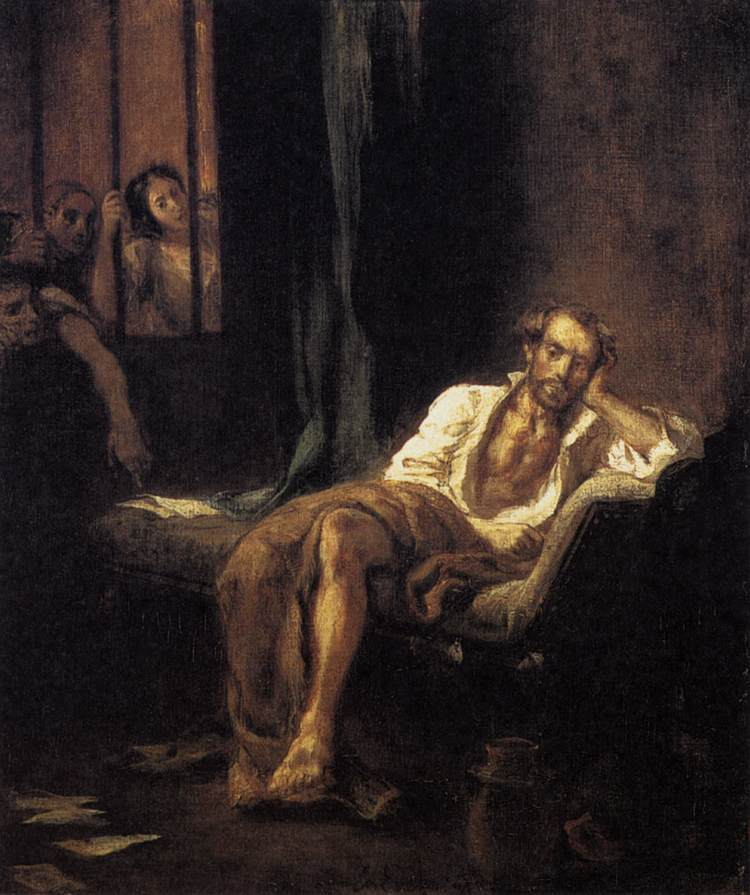
Tasso nell'ospedale di sant'Anna a Ferrara di Eugène Delacroix.

Goethe tratteggiò la figura del Tasso ponendo in primo piano la sua figura di poeta di corte della famiglia Este di Ferrara inserendola fra gli intrighi politici del ducato. Liszt, tuttavia, era più attratto dai conflitti interiori del poeta e dai sette anni che egli trascorse all'interno dell'Ospedale Sant'Anna, un ospedale psichiatrico. In realtà fu la sofferenza ed il finale trionfante di Tasso, che ispirò la fantasia di Liszt. Nella sua prefazione al Tasso, Liszt fa riferimento non solo a Goethe ma anche al poema di Lord Byron su Tasso, confessando di essere stato influenzato da quest'ultimo. Egli aggiunse:
(da Searle, 287.)

## Strumentazione
La composizione venne scritta per piccolo, 2 flauti, 2 oboe, 2 clarinetti in Si bemolle, clarinetto basso in Si bemolle, 2 fagotti, 4 corni in Si bemolle e in Do, 4 trombe in Do, 2 tromboni tenore, trombone basso, tuba, timpani, triangolo, rullante, piatti, grancassa, arpa e sezione di archi.

## Struttura
La versione del 1849 seguiva quella tradizionale di una ouverture, suddivisa in una sezione lenta ("Lament") ed in una veloce ("Triumph"). Anche con questa divisione, l'intera opera era in realtà un insieme di  variazioni su una singola melodia, un inno folk cantato a Liszt da un gondoliere a Venezia nel 1830. Tra le modifiche più significative apportate da Liszt fu l'aggiunta di una sezione centrale in tempo di minuetto. Più tranquilla delle due sezioni esterne, intendeva rappresentare Tasso negli anni in cui era alle dipendenze della famiglia d'Este a Ferrara. In una nota a margine Liszt informava il direttore d'orchestra che la stessa avrebbe dovuto "assumere un doppio ruolo" in questa sezione, con gli archi che suonavano in maniera autosufficiente ed i fiati in maniera diversa. Questo concetto richiamava il modo di comporre dell'italiano Pietro Raimondi, la cui maestria contrappuntistica era tale che egli aveva scritto tre oratori, dal titolo Giuseppe, Putifarre e Jacob- che potevano essere eseguiti singolarmente o combinati fra loro. Liszt realizzò uno studio sul lavoro di Raimondi, ma il compositore italiano morì prima che Liszt lo potesse incontrare personalmente.